# Viquipèdia en frisó occidental
La Viquipèdia en frisó occidental (en frisó occidental: Fryske Wikipedy) és l'edició en frisó occidental de la Viquipèdia.
Va ser creada el 2 de setembre del 2002 i el primer article que s'hi va publicar va ser "Bandera de Frísia". Al desembre del 2008 s'hi va crear l'article número 10.000 ("Atlas Schotanus"). L'abril del 2010 va sobrepassar els 15.600 articles.